# Джаруты
Джару́ты (монг. Жарууд) — один из монгольских этносов, проживающих на территории Внутренней Монголии.

## Этноним
Джаруты, предположительно, являются потомками чжарчиутов (жарчиуд, зарчигуд), племени, которое упоминается в "Сокровенном сказании монголов". Этноним зарчигуд восходит к монгольскому слову зарчи (зарч), которое примерно переводится как "лицо, ответственное за информирование общественности о каком-либо решении". Этноним жарууд, согласно другой версии, связан с числительным жаран (шестьдесят).

## История
Чжарчиуты (джарчиуты) упоминаются в 38-м параграфе «Сокровенного сказания монголов». Из племени чжарчиутов была Аданхан-Урянхачжина, мать Чжадарадая, предка Джамухи и племени джадаранов. Племя джадаран известно также под именами: джаджират, джурьят, джуръяат. Аданхан-Урянхачжина попала в плен к Бодончару будучи уже беременной, поэтому Чжадарадая считали сыном чужого племени.
Кроме этого в 44-м параграфе «Сокровенного сказания монголов» упоминается род чжоуреид. Основателем рода чжоуредцев являлся Чжоуредай, сын наложницы Бодончара. Отцом Чжоуредая являлся Аданха-Урянхадаец. По этой причине после смерти Бодончара Чжоуредая отстранили от участия в родовых жертвоприношениях.
Чжарчиуты родственны урянхайцам. Согласно Аюудайн Очиру, род жарчиуд аданхан происходил из племени урянхан. В X веке местами их проживания являлись берега Онона и окрестности Бурхан-Халдуна.
Во времена реставрации династии Северная Юань после восшествия на престол Даян-хана джаруты вошли в состав халхаского тумэна. В состав халхаского тумэна входили джалайты, бэсуты, элджигины, горлосы, хухуйты, хатагины, урянхайцы, баарины, джаруты, баягуты, уджиэты (ужээд, учирад, узон) и хонгираты. Позже джарутами управляли потомки Даян-хана — Алчуболд, Хургач Хасар и Суйвун Буйма.
Когда в XVII веке южные монголы покорились маньчжурам, те ввели среди монголов «знамённую» систему, и земли, ныне населенные джарутами, в 1639 году были объединены в «знамя» (по-монгольски — «хошун»). В 1648 году он был разделён на «левое крыло» и «правое крыло»
После Синьхайской революции джарутские хошуны были подчинены Специальному административному району Жэхэ (热河特别行政区), в 1928 году преобразованного в провинцию Жэхэ. В 1933 году провинция Жэхэ была оккупирована японцами, которые передали её в состав марионеточного государства Маньчжоу-го; в Маньчжоу-го эти земли вошли в состав провинции Синъань. В 1935 году два джарутских хошуна были объединены в единый хошун Джаруд-Ци.
После Второй мировой войны эти земли стали ареной борьбы между коммунистами и гоминьдановцами. В 1949 году они вошли в состав аймака Джирэм (哲里木盟) Автономного района Внутренняя Монголия. В 1969 году аймак был передан в состав провинции Гирин; в 1979 году возвращён в состав Автономного района Внутренняя Монголия. Постановлением Госсовета КНР от 13 января 1999 года аймак Джирэм был преобразован в городской округ Тунляо.

## Расселение
В настоящее время джаруты проживают на территориях хошуна Джаруд-Ци, городского уезда Холин-Гол, а также уезда Кайлу городского округа Тунляо Внутренней Монголии. 
Джаруты также входят в состав дариганга, проживающих в Монголии.